# Сен-Луї-дю-Нор
Сен-Луї-дю-Нор (хауса Sen Lwi dinò) — муніципалітет у Північно-Західному департаменті Гаїті.
Має населення 69 592 жителів.